# Ора (Болцано)
Ора (итал. Ora) је насеље у Италији у округу Болцано, региону Трентино-Јужни Тирол.
Према процени из 2011. у насељу је живело 3198 становника. Насеље се налази на надморској висини од 249 м.

## Становништво
Према резултатима пописа становништва 2011. у општини је живело 3.554 становника.
| 1931. | 1936. | 1951. | 1961. | 1971. | 1981. | 1991. | 2001. | 2011. |
| ----- | ----- | ----- | ----- | ----- | ----- | ----- | ----- | ----- |
| 1.798 | 1.919 | 1.879 | 2.239 | 2.318 | 2.444 | 2.637 | 3.022 | 3.554 |